# Karjala Cup 2022
Karjala Cup 2022 se konal od 10. do 13. listopadu 2022 v Turku. Turnaje se účastnily reprezentace Česka, Švýcarska, Finska a Švédska. Pět utkání se odehrálo v Gatorade Center, v Turku. Zápas mezi Českem a Švédskem v Budvar aréně v Českých Budějovicích.

## Zápasy
| 10. listopadu 2022 17:30 | Švýcarsko | 3 : 2 SN (1:0, 0:1, 1:1 — 0:0 — 1:0) | Finsko | Gatorade Center, Turku Návštěvnost: 5 082 |  |

| Zpráva | |                                                        | |                                                                                      |
| Leonardo Genoni | Leonardo Genoni | Brankáři                                               | Harri Sateri | Rozhodčí: Richard Magnusson Andreas Harnebring Čároví: Hannu Sormunen Onni Hautamäki |
| Sven Andrighetto (Andres Ambühl, Christoph Bertschy) 09:20' Roger Karrer (Sven Andrighetto, Andres Ambühl) 50:08' Sven Andrighetto Ken Jager Tyler Moy Damien Rat | Sven Andrighetto (Andres Ambühl, Christoph Bertschy) 09:20' Roger Karrer (Sven Andrighetto, Andres Ambühl) 50:08' Sven Andrighetto Ken Jager Tyler Moy Damien Rat | 1:0 1:1 1:2 2:2 Samostatné nájezdy 0:0 1:0 1:1 2:1 2:1 | 21:08' Jere Innala (Antti Suomela, Anrei Hakulinen) 43:57' Jere Karjalainen (Mikko Lehtonen, Juuso Riikola) Hannes Bjorninen Jere Karjalainen Jere Innala Jori Lehtera Petteri Lindbohm | Rozhodčí: Richard Magnusson Andreas Harnebring Čároví: Hannu Sormunen Onni Hautamäki |
| 4 min | 4 min | Tresty                                                 | 4 min | Rozhodčí: Richard Magnusson Andreas Harnebring Čároví: Hannu Sormunen Onni Hautamäki |
| 27 | 27 | Střely                                                 | 16 | Rozhodčí: Richard Magnusson Andreas Harnebring Čároví: Hannu Sormunen Onni Hautamäki |

| 10. listopadu 2022 18:30 | Česko | 1 : 4 (0:0, 0:2, 1:2) | Švédsko | Budvar aréna, České Budějovice Návštěvnost: 6 164 |  |

| Zpráva                                            |                                                   |                     | |                                                                              |
| Marek Langhamer                                   | Marek Langhamer                                   | Brankáři            | Marcus Högberg | Rozhodčí: Micha Hebeisen Lukas Kohlmüller Čároví: Jiří Ondráček Daniel Hynek |
| Filip Chlapík (Michael Špaček, Radan Lenc) 40:34' | Filip Chlapík (Michael Špaček, Radan Lenc) 40:34' | 0:1 0:2 1:2 1:3 1:4 | 26:06' André Petersson (Jesper Sellgren) 26:46' André Petersson (Pär Lindholm, Olle Alsing) 41:25' André Petersson (Pär Lindholm, Olle Alsing) 48:17' Olle Alsing (Linus Johansson) | Rozhodčí: Micha Hebeisen Lukas Kohlmüller Čároví: Jiří Ondráček Daniel Hynek |
| 10 min                                            | 10 min                                            | Tresty              | 8 min | Rozhodčí: Micha Hebeisen Lukas Kohlmüller Čároví: Jiří Ondráček Daniel Hynek |
| 17                                                | 17                                                | Střely              | 16 | Rozhodčí: Micha Hebeisen Lukas Kohlmüller Čároví: Jiří Ondráček Daniel Hynek |

| 12. listopadu 2022 11:30 | Švédsko | 3 : 2 PP (1:0, 0:1, 1:1 — 1:0) | Švýcarsko | Gatorade Center, Turku Návštěvnost: 993 |  |

| Zpráva | |                     | |                                                                                |
| Joel Lassinantti | Joel Lassinantti | Brankáři            | Sandro Aeschlimann                                                                                      | Rozhodčí: Anssi Salonen Kristian Vikman Čároví: Tommi Niittylä Nico Grundström |
| André Petersson (Par Lindholm, Isac Brannstrom) 06:31' Jonathan Dahlen (Jesper Sellgren, Linus Johansson) 47:33' Jonathan Dahlen (André Petersson, Joel Persson) 61:05' | André Petersson (Par Lindholm, Isac Brannstrom) 06:31' Jonathan Dahlen (Jesper Sellgren, Linus Johansson) 47:33' Jonathan Dahlen (André Petersson, Joel Persson) 61:05' | 1:0 1:1 2:1 2:2 3:2 | 34:34' Damien Riat (Tyler Moy, Santeri Alatalo) 53:35' Patrick Geering (Gregory Hofmann, Sven Senteler) | Rozhodčí: Anssi Salonen Kristian Vikman Čároví: Tommi Niittylä Nico Grundström |
| 4 min | 4 min | Tresty              | 6 min                                                                                                   | Rozhodčí: Anssi Salonen Kristian Vikman Čároví: Tommi Niittylä Nico Grundström |
| 24 | 24 | Střely              | 20 | Rozhodčí: Anssi Salonen Kristian Vikman Čároví: Tommi Niittylä Nico Grundström |

| 12. listopadu 2022 15:30 | Finsko | 2 : 5 (1:1, 0:2, 1:2) | Česko | Gatorade Center, Turku Návštěvnost: 8 168 |  |

| Zpráva | |                             | |                                                                                       |
| Niclas Westerholm                                                                                                | Niclas Westerholm                                                                                                | Brankáři                    | Roman Will | Rozhodčí: Andreas Harnebring Richard Magnusson Čároví: Lauri Nikulainen Jussi Thomann |
| Jerry Turkulainen (Mikko Lehtonen, Jere Karjalainen) 10:59' Joose Antonen (Vili Saarijärvi, Jori Lehterä) 51:27' | Jerry Turkulainen (Mikko Lehtonen, Jere Karjalainen) 10:59' Joose Antonen (Vili Saarijärvi, Jori Lehterä) 51:27' | 0:1 1:1 1:2 1:3 1:4 2:4 2:5 | 07:41' Jiří Smejkal (Patrik Zdráhal, Libor Zábranský) 27:21' Radan Lenc (Michael Špaček, Petr Kodýtek) 35:00' Tomáš Dvořák (Jan Košťálek, Hynek Zohorna) 47:37' Michael Špaček (Radan Lenc, Filip Chlapík) 51:48' Radan Lenc (Filip Chlapík, Michael Špaček) | Rozhodčí: Andreas Harnebring Richard Magnusson Čároví: Lauri Nikulainen Jussi Thomann |
| 4 min | 4 min | Tresty                      | 10 min | Rozhodčí: Andreas Harnebring Richard Magnusson Čároví: Lauri Nikulainen Jussi Thomann |
| 28 | 28 | Střely                      | 19 | Rozhodčí: Andreas Harnebring Richard Magnusson Čároví: Lauri Nikulainen Jussi Thomann |

| 13. listopadu 2022 11:30 | Česko | 2 : 3 PP (2:1, 0:1, 0:0 — 0:1) | Švýcarsko | Gatorade Center, Turku Návštěvnost: 892 |  |

| Zpráva                                                                                               | |                     |                                                                                              |                                                                           |
| Roman Will                                                                                           | Roman Will                                                                                           | Brankáři            | Leonardo Genoni                                                                              | Rozhodčí: Lassi Heikkinen Mikko Kaukokari Čároví: Teo Mäkinen Niko Nurmio |
| Jiří Smejkal (Petr Kodýtek, Tomáš Dvořák) 09:56' Michael Špaček (Jan Košťálek, Filip Chlapík) 13:00' | Jiří Smejkal (Petr Kodýtek, Tomáš Dvořák) 09:56' Michael Špaček (Jan Košťálek, Filip Chlapík) 13:00' | 1:0 1:1 2:1 2:2 2:3 | 10:38' Andres Ambühl 37:31' Noah Rod (Mirco Müller, Christoph Bertschy) 60:20' Sven Senteler | Rozhodčí: Lassi Heikkinen Mikko Kaukokari Čároví: Teo Mäkinen Niko Nurmio |
| 8 min                                                                                                | 8 min                                                                                                | Tresty              | 10 min                                                                                       | Rozhodčí: Lassi Heikkinen Mikko Kaukokari Čároví: Teo Mäkinen Niko Nurmio |
| 20                                                                                                   | 20                                                                                                   | Střely              | 28                                                                                           | Rozhodčí: Lassi Heikkinen Mikko Kaukokari Čároví: Teo Mäkinen Niko Nurmio |

| 13. listopadu 2022 15:30 | Finsko | 4 : 1 (1:0, 0:1, 3:0) | Švédsko | Gatorade Center, Turku Návštěvnost: 8 512 |  |

| Zpráva | |                     |                                                 |                                                                     |
| Harri Säteri | Harri Säteri | Brankáři            | Marcus Högberg                                  | Rozhodčí: Jakub Šindel Daniel Pražák Čároví: Jusi Niko Joni Pekkala |
| Hannes Björninen (Joose Antonen, Mikko Lehtonen) 11:14' Antti Suomela (Marko Anttila) 13:00' Marko Anttila (Harri Säteri, do prázdné branky) 58:12' Etu Liukas (do prázdné branky) 59:21' | Hannes Björninen (Joose Antonen, Mikko Lehtonen) 11:14' Antti Suomela (Marko Anttila) 13:00' Marko Anttila (Harri Säteri, do prázdné branky) 58:12' Etu Liukas (do prázdné branky) 59:21' | 1:0 1:1 2:1 3:1 4:1 | 22:11' Max Friberg (Oscar Möller, Oscar Engsund | Rozhodčí: Jakub Šindel Daniel Pražák Čároví: Jusi Niko Joni Pekkala |
| 4 min | 4 min | Tresty              | 4 min                                           | Rozhodčí: Jakub Šindel Daniel Pražák Čároví: Jusi Niko Joni Pekkala |
| 22 | 22 | Střely              | 29                                              | Rozhodčí: Jakub Šindel Daniel Pražák Čároví: Jusi Niko Joni Pekkala |

## Tabulka
| Poř. | Tým       | Z | V | VP | PP | P | VG | OG | B |
| ---- | --------- | - | - | -- | -- | - | -- | -- | - |
| 1.   | Švédsko   | 3 | 1 | 1  | 0  | 1 | 8  | 7  | 5 |
| 2.   | Švýcarsko | 3 | 0 | 2  | 1  | 0 | 8  | 7  | 5 |
| 3.   | Česko     | 3 | 1 | 0  | 1  | 1 | 8  | 9  | 4 |
| 4.   | Finsko    | 3 | 1 | 0  | 1  | 1 | 8  | 9  | 4 |